# Nitratdirektivet
Nitratdirektivet er et EU-direktiv fra 1991 hvis hensigt er at beskytte vandkvaliteten i Europa og nedbringe forurening af grundvand og overfladevand fra nitrater fra landbruget. Nitratdirektivet er er en del af en række EU-politikker inden for
områderne vand, luft, klimaforandringer og landbrug, og en integreret del af vandrammedirektivet fra 2000, og er også forbundet med grundvandsdirektivet fra 2006.

## Direktivets indhold
Direktivet pålægger landene at kortlægge sårbare zoner og alle kendte jordområder som bidrager til forureningen, og hvorfra der er afstrømning til vand. Danmark har besluttet
at anvende en undtagelse i direktivets artikel 3, stk. 5, der fritager medlemsstaterne fra at kortlægge specifikke zoner, hvis medlemsstaten udarbejder og anvender handlingsprogrammer. Landene skal udarbejde en kodeks for godt landmandskab (bilag II i direktivet) og handlingsprogrammer for gennemførelse af målsætningerne og overvågningsprogrammer der vurderer effektiviteten af handlingsprogrammerne.